# Cot, Șoldănești
Cot este un sat din cadrul comunei Climăuții de Jos, din raionul Șoldănești, Republica Moldova.